# طراح باغ
طراح باغ یا نقشه‌کش باغ (به انگلیسی: Garden designer)، کسی است که نقشه و ویژگی‌های باغ‌ها را به صورت آماتور یا حرفه‌ای طراحی می‌کند. عناصر ترکیبی طراحی باغ و طراحی چشم‌انداز و  منظر عبارتند از: زمین، آب، کاشت، ساختار و ساختمان‌ها، سنگفرش، ویژگی‌های جایگاه و روح مکانی و ویژگی‌های اقلیمی محلی.
در سدۀ نوزدهم کتابی در مورد طراحی باغ با عنوان چگونه یک باغ را چیدمان کنیم توسط ادوارد کمپ چاپ شد.